# Antonio D'Ausilio
Antonio D'Ausilio (Napoli, 11 agosto 1972) è un attore e personaggio televisivo italiano, noto principalmente per la partecipazione a Zelig e Made in Sud.

## Biografia
Nato a Napoli, Antonio ha sempre vissuto nel quartiere di Ponticelli.  Diventa presto famoso con la partecipazione al programma di una tv locale, Telegaribaldi, che lo fa conoscere agli autori del Pippo Chennedy show. La sua interpretazione del personaggio Silvia (una ragazza napoletana ricca e viziata) a fianco di Serena Dandini gli regala subito un grande successo nazionale. Da quel momento, partecipa a trasmissioni come Quelli che il calcio, Bulldozer, Beato tra le donne, Zero a Zero. Dal 2003 è al fianco dell’amico e collega Michele Caputo nel cast fisso di Zelig presentando alcuni sketch basati su due personaggi, uno (M. Caputo) che tenta di spiegare le cose e l’altro (A. D’Ausilio) tardo di comprendonio, i cosiddetti ragazzi del Circoletto. Nel 2008 partecipa alla seconda stagione del programma televisivo di Ale e Franz Buona la Prima, interpretando il personaggio del vicino napoletano. Nel 2012 debutta con dei monologhi prima a Zelig Circus a Canale 5, poi nel 2017 a Made in Sud a Rai2. Nel 2018, insieme a Francesco Paolantoni, sempre a Made in Sud presenta il personaggio di Gerardo Show, un adolescente complottista che tortura inconsapevolmente il suo povero papà. Nel 2013 si fa apprezzare a fianco di Beppe Fiorello nella fiction Volare - La grande storia di Domenico Modugno, interpretando il personaggio di Riccardo Pazzaglia. Dal 2017 fa parte del cast fisso di Made in Sud.

## Film
- Senza Movente di Luciano Odorisio con Anita Caprioli(1999)
- Bar Sport regia di Massimo Martelli (2011)
- Sapore di Te regia di Carlo Vanzina con Vincenzo Salemme (2014)
- Scusate se Esisto di Riccardo Milani con Paola Cortellesi (2014)
- Come un gatto in tangenziale di Riccardo Milani con Paola Cortellesi e Antonio Albanese (2017)
- Come un gatto in tangenziale - Ritorno a Coccia di Morto di Riccardo Milani (2021)

## Televisione
- Finalmente Natale di Rossella Izzo con Gerry Scotti (2007)
- Volare - La grande storia di Domenico Modugno di Riccardo Milani con Beppe Fiorello (2013)
- Un passo dal Cielo stagione 3 ep. La scomparsa di Pietro di J.Michelini con Terence Hill (2015)

## Programmi televisivi
- Pippo Chennedy show con Serena Dandini e Corrado Guzzanti - Rai2 (1997)
- Quelli che il Calcio con Fabio Fazio  - Rai2 (1997)
- Luna Park con Fabrizio Frizzi  - Rai1 (1997)
- Telegaribaldi - Canale9 (1996)
- FunikuliFunikulà, autore conduttore (premio Award Mille canali come migliore trasmissione regionale) - Canale9 (1998)
- Una città per Cantare con Ron e Francesco Paolontoni  - Rai2 (1998)
- Maurizio Costanzo show – Canale5 (1998)
- Comici con Serena Dandini - Italia1 (1999)
- Avanzi Popolo (autore e conduttore) - Canale34 (1999)
- Zero a Zero di Gennaro Nunziante con M.Pulpito  - Rai3 (2000)
- Beato tra le Donne con Enrico Brignano e Natalia Estrada - Canale5 (2000)
- Ottavo Nano con Serena Dandini e Corrado Guzzanti  - Rai2 (2001)
- Pirati con Biagio Izzo - Canale34 (2001)
- Bulldozer con Federica Panicucci e Dario Vergasssola  - Rai2 (2002)
- Figli di Puk (autore e conduttore) - TeleCapri (2003)
- Zelig Off con Giorgia Surina - Canale5 (2003)
- Zelig Circus con Claudio Bisio e Vanessa Incontrada - Canale5 (2003 al 2006)
- Tutte le Mattine con Maurizio Costanzo -  Canale5 (2006)
- Buona la Prima con Ale e Franz - Italia1 (2008)
- Zelig Off con Katia Follesa - Italia1 (2011)
- Zelig con Claudio Bisio e Paola Cortellesi -  Canale5 (2012)
- Wikitaly con Enrico Bertolino - Rai2 (2012)
- Zelig con Geppi Cucciari e Gianni Morandi - Canale5 (2014)
- Made in Sud con Gigi D’Alessio e Fatima Trotta - Rai2 (2017)
- Made in Sud con Stefano De Martino Fatima Trotta - Rai2 (2018 - in corso)
- SNAP con Ciro Ceruti e Shaila Gatta - Canale 21 (2024 - in corso)

## Radio
- I banditi e gli autografi di Lamberto Lambertini - Radio Steri 3 (1997)
- L’Ottovolante - Radio Due (2002 al 2006)
- Pelo e Contropelo - Radio KissKiss Network (2004 al 2005)

## Spot pubblicitari
- Alitalia - spot tv - (1997)
- Burger King - spot radio -  (2004)
- Crazy Crodino con Victoria Cabello (2011)

## Autore
- FunikuliFunikulà, autore conduttore (premio Award Mille canali come migliore trasmissione regionale) - Canale9 (1998)
- Avanzi Popolo (autore e conduttore) - Canale34 (1999)